# Lucas Leiva
Lucas Pezzini Leiva (normalt bare kendt som Lucas Leiva eller bare Lucas) (født 9. januar 1987 i Dourados, Brasilien) er en tidligere brasiliansk fodboldspiller, der spillede som midtbanespiller hos Lazio, Grêmio og Liverpool. 
Med Grêmio vandt Lucas i både 2006 og 2007 statsmesterskabet i Rio Grande do Sul, Campeonato Gaucho.

## Landshold
Lucas står (pr. marts 2018) noteret for 24 kampe for Brasiliens landshold, som han debuterede for 22. august 2007 i en venskabskamp mod Algeriet. Han var året efter en del af den brasilianske trup der vandt bronze ved OL i Beijing.

## Titler
Campeonato Gaucho
- 2006 og 2007 med Grêmio